# Leucospis rostrata
Leucospis rostrata är en stekelart som beskrevs av Boucek 1974. Leucospis rostrata ingår i släktet Leucospis och familjen Leucospidae.
Artens utbredningsområde är Namibia. Inga underarter finns listade i Catalogue of Life.